# Condição antideslizamento

## Definição
O conceito da condição antideslizamento, ou condição de não escorregamento, é essencial nos estudos da Mecânica dos Fluidos, pois explana a interação existente na camada de contato de um fluido viscoso com um corpo sólido, onde a velocidade desse fluido que interage com a superfície do sólido passa a ser zero. Por via de regra, os fluidos viscosos apresentam essa condição independente da análise ser em um escoamento interno ou externo, pois uma vez que há uma zona de contato de um fluido num sólido há a formação da chamada camada limite, onde a velocidade do fluido se torna igual à velocidade do contorno do sólido. De maneira análoga, entende-se a partir desse conceito que as moléculas mais externas do fluido viscoso em movimento se prendem à superfície pela qual ocorre o escoamento e, como resultado disso, a velocidade do fluido se torna crescente a partir da camada limite. 
Esta condição de contorno foi proposta pela primeira vez por Osborne Reynolds, que observou este comportamento enquanto realizava seus influentes experimentos sobre fluxos em tubos. A condição de não escorregamento é uma suposição empírica que tem sido útil na modelagem de muitos experimentos macroscópicos. Foi uma das três alternativas que foram objeto de disputa no século XIX, sendo as outras duas a Camada Estagnada (uma fina camada de fluido estacionário sob a qual flui o resto do fluido) e o Deslizamento Parcial (uma velocidade relativa finita entre sólido e fluido). Contudo, no início do século XX, tornou-se aceito que o deslizamento, se existisse, era demasiado pequeno para ser medido. A Camada Estagnada foi considerada muito fina e o Deslizamento Parcial foi considerado como tendo efeito insignificante na escala macroscópica.

## Justificativa Física
Embora não sejam derivados dos primeiros princípios, foram oferecidos dois mecanismos possíveis para explicar o comportamento antideslizante, sendo um ou outro dominante em diferentes condições. O primeiro afirma que a rugosidade da superfície é responsável por levar o fluido ao repouso através da dissipação viscosa além das irregularidades da superfície. A segunda está relacionada à atração de moléculas fluidas para a superfície. Partículas próximas a uma superfície não se movem junto com o fluxo quando a adesão é mais forte que a coesão. Na interface fluido-sólido, a força de atração entre as partículas fluidas e as partículas sólidas (forças adesivas) é maior do que aquela entre as partículas fluidas (forças coesivas). Este desequilíbrio de forças faz com que a velocidade do fluido adjacente à superfície sólida seja zero, com a velocidade se aproximando da velocidade da corrente à medida que a distância da superfície aumenta. 
Quando um fluido está em repouso, suas moléculas se movem constantemente com velocidade aleatória. Quando o fluido começa a fluir, uma velocidade média de fluxo, às vezes chamada de velocidade global, é adicionada ao movimento aleatório. Na fronteira entre o fluido e uma superfície sólida, a atração entre as moléculas do fluido e os átomos da superfície é forte o suficiente para diminuir a velocidade global para zero. Consequentemente, a velocidade global do fluido diminui seu valor a medida que se aproxima da parede, chegando a zero ao tocá-la.
Esta condição muitas vezes falha em sistemas que exibem comportamento não newtoniano. Dentre os líquidos que não sofrem esta condição, estão incluídos alimentos comuns que contêm alto teor de gordura, como maionese ou queijo derretido.

## Comportamento de Deslizamento
Como a condição de não deslizamento foi uma observação empírica, existem cenários físicos em que ela falha. Para fluxos suficientemente rarefeitos, incluindo fluxos de gases atmosféricos de grande altitude e para fluxos em microescala, a condição de não escorregamento é imprecisa. Para tais exemplos, esta mudança é impulsionada por um número de Knudsen crescente, o que implica uma rarefação crescente e uma falha gradual de aproximação contínua. A expressão de primeira ordem, que é frequentemente usada para modelar o deslizamento de fluidos (também conhecida como condição de contorno de deslizamento de Navier), é expressa como:
{\displaystyle u-u(wall)=C\ell {\partial u \over \partial n}}
Onde, n é a coordenada normal à parede, ℓ é o caminho livre médio e C é alguma constante conhecida como coeficiente de escorregamento, que é aproximadamente da ordem 1. Alternativamente, pode-se introduzir {\displaystyle \beta =C\ell } como comprimento de deslizamento. Algumas superfícies altamente hidrofóbicas, como nanotubos de carbono com radicais adicionados, também foram observadas como tendo um comprimento de deslizamento diferente de zero, mas em nanoescala.
Embora a condição de não escorregamento seja usada quase universalmente na modelagem de escoamentos viscosos, às vezes é negligenciada em favor da 'condição de não penetração' (onde a velocidade do fluido normal à parede é definida como a velocidade da parede nesta direção, mas a velocidade do fluido paralela à parede é irrestrita) em análises elementares de fluxo invíscido, onde o efeito das camadas limites é negligenciado.
A condição de não escorregamento representa um problema na teoria do fluxo viscoso nas linhas de contato: locais onde uma interface entre dois fluidos encontra uma fronteira sólida. Aqui, a condição de contorno de não escorregamento implica que a posição da linha de contato não se move, o que não é observado na realidade. A análise de uma linha de contato móvel com condição sem escorregamento resulta em tensões infinitas que não podem ser integradas. Acredita-se que a taxa de movimento da linha de contato depende do ângulo que a linha de contato faz com o limite sólido, mas o mecanismo por trás disso ainda não é totalmente compreendido.